# Me quiero enamorar (programa de televisión)
Me quiero enamorar fue un reality show de Televisa, cuyo eslogan es "La conquista".
Fue el programa dominical de las 19:00 entre el 4 de octubre y el 13 de diciembre de 2009.
Los conductores fueron Andrea Legarreta y Yordi Rosado, con el apoyo de Jan y Cynthia Urias.
Los premios para los ganadores fueron 500 mil pesos, una casa en Acapulco para uno de los dos (determinado por la pareja; en el caso de Nora la casa quedó a nombre de ella y en el de Marcus primeramente a nombre de él y posteriormente la trasferirá a la fundación que tiene planeado organizar) y un viaje a algún destino por determinar con el amoroso correspondiente.
El 6 de diciembre Nora Prado, la amorosa, eligió a Johnny Prado como su novio oficial. El domingo 13 de diciembre de 2009 se notificó al aire que hay problemas en la relación ya que él se retiró de la casa el día jueves 10 de diciembre y se presentó al programa de televisión el día domingo casi al final del mismo, pero continuarán intentándolo.
El 13 de diciembre Marcus Ornellas, el amoroso, eligió a Anahí Fraser como su novia oficial. De acuerdo a lo declarado por el modelo en el programa de televisión Hoy de México el 18 de mayo de 2010 la relación ha terminado.

## Amorosos
Los amorosos son las personas a quienes los "pretendientes" deben enamorar para al final del programa establecer una relación de noviazgo y ganar los premios ya descritos.
Los amorosos son:
- Marcus Ornellas, modelo brasileño.[3]
- Anamaria Acosta Morlet.[4]
- Nora Prado, sustituyó a Anamaría Acosta quien se convirtió en "pretendiente" de Marcus al decidir que estaba más interesada en él que en sus pretendientes.[5]

## Pretendientes
Los amorosos tienen una serie de pretendientes entre quienes eligen a su futura pareja para relación de noviazgo, cada semana eliminan a uno o varios.

### Pretendientes de Marcus
| Nombre             | Eliminado       |
| ------------------ | --------------- |
| Anahí Fraser       | Ganadora        |
| Ana González       | Episodio 10 2da |
| Alma Rosa González | Episodio 10 3ra |
| Anamaría Acosta    | Episodio 9      |
| Margareth Lanuza   | Episodio 8      |
| Mariana Zamorano   | Episodio 7      |
| Paulina Ureña      | Episodio 6      |
| Sughey Mariñez     | Episodio 5      |
| Aimée Guajardo     | Episodio 4      |
| Jeannifer Bonifaz  | Episodio 4      |
| Daniela Gutiérrez  | Episodio 3      |
| Sabrina Amézcua    | Episodio 2      |
| Acela Robledo      | Episodio 1      |
| Joanna Dzul        | Episodio 1      |

### Pretendientes de Nora
| Nombre                 | Eliminado    |
| ---------------------- | ------------ |
| Johnny Prado           | Ganador      |
| Roger Villareal        | Semana 9 2do |
| David Ortega           | Semana 9 3ro |
| Alan Rodríguez "Ponny" | Semana 8     |
| Ángel Maldonado        | Semana 7     |
| Antonio Vega           | Semana 6     |
| Fernando Morfín        | Semana 1     |
| Giancarlo Mastronardo  | Semana 4     |
| Fucho Alex Garduño     | Semana 3     |

Hubo otros pretendientes pero fueron eliminados por Anamaría Acosta por lo que no participaron en el proceso de Nora Prado y no se consignan.
Posterior a la selección de Nora y en una especie de Spin off, la semana siguiente y por idea de Jeannifer Bonifaz se dio la oportunidad a Roger Villareal de elegir una pareja para noviazgo dentro de cinco amorosas anteriormente eliminadas, la elegida fue la guatemalteca Margaret Lanuza.

### Pretendientes de Roger
| Nombre            | Eliminado |
| ----------------- | --------- |
| Margareth Lanuza  | Ganadora  |
| Aimée Guajardo    | Semana 10 |
| Daniela Gutiérrez | Semana 10 |
| Jeannifer Bonifaz | Semana 10 |

## Consejeros
La figura del consejero tiene la función de recomendar a los "amorosos" acerca de las acciones de los "pretendientes" y guiarlos a través del proceso de selección de la pareja; igualmente dan sus opiniones sobre lo que sucede entre todas los integrantes del reality; fuero cuatro formales y ha habido invitados.
Los consejeros son:
- Susana Zabaleta (a partir del programa 2)
- Sergio Mayer
- Lupita Jones
- René Franco (a partir del programa 2)

## Participaciones musicales
Se contó con el apoyo a los Pretendientes por parte de diferentes intérpretes de la canción, como:
- Amanda Miguel
- Diego Verdaguer
- Fanny Lu
- Kika Edgar
- Susana Zabaleta
- María José
- Bobby Pulido
- Kalimba
- Anahí
- Aleks Syntek